# Baron Allerton
Tytuł barona Allerton został kreowany w parostwie Zjednoczonego Królestwa w 1902 r. dla konserwatywnego polityka Williama Jacksona.
Baronowie Allerton 1. kreacji (parostwo Zjednoczonego Królestwa)
- 1902–1917: William Lawies Jackson, 1. baron Allerton
- 1917–1925: George Herbert Jackson, 2. baron Allerton
- 1925–1991: George William Lawies Jackson, 3. baron Allerton